# Suomen virallinen lista
Suomen virallinen lista è l'associazione che si occupa delle classifiche musicali in Finlandia. La prima classifica è stata stilata nel 1951.
Le classifiche settimanalmente stilate sono pubblicate dalla Musiikkituottajat e si dividono in:
- Album[2] (Top 50)
- Singoli[3] (Top 20)
- Album a metà costo[4] (Top 10)
- Download di singoli[5] (Top 30)
- Airplay radiofonico[6] (Top 100)
- DVD musicali[7] (Top 10)